# Yaroslavsky (huyện)
Huyện Yaroslavsky (tiếng Nga: ? райо́н) là một huyện hành chính tự quản (raion), của Tỉnh Yaroslavl, Nga. Huyện có diện tích 1924 km², dân số thời điểm ngày 1 tháng 1 năm 2000 là 54000 người. Trung tâm của huyện đóng ở Yaroslavl'.